# Juan Berrocal González
Juan Berrocal González (Jerez de la Frontera, 5 de febrer de 1999) és un futbolista professional andalús que juga com a defensa central a l'Atlanta United, cedit pel Getafe CF.

## Carrera de club
Nascut a Jerez de la Frontera, Cadis, Andalusia, Berrocal es va formar com a juvenil al Sevilla FC. Va debutar amb el filial el 3 de setembre de 2017, començant com a titular en una derrota a casa per 1-2 contra la Cultural i Deportiva Leonesa a Segona Divisió.
El 3 de juliol de 2018, Berrocal va renovar el seu contracte fins al 2022. Va debutar amb el primer equip i a Europa el 9 d'agost, començant i jugant el partit complet en una victòria a casa per 1-0 contra l'FK Žalgiris, a la tercera ronda de classificació de la UEFA Europa League 2018-19.
El 25 d'agost de 2020, Berrocal es va incorporar al CD Mirandés a la segona divisió, cedit per a la temporada. El 22 de juliol següent, es va traslladar al Sporting de Gijón també amb un contracte temporal.
L'11 de juliol de 2022, el Sevilla va anunciar el traspàs del Berrocal a la SD Eibar a la segona divisió. El 19 d'agost de 2024, va signar un contracte de tres anys amb el Getafe CF de la Lliga.